# 生駒市立鹿ノ台中学校
生駒市立鹿ノ台中学校（いこましりつ しかのだいちゅうがっこう）は、奈良県生駒市鹿ノ台南にある公立中学校。

## 概観
鹿ノ台中学校は文部科学省の スーパーエコスクール 実証事業として、太陽光発電や断熱性の高いペアガラス（ペアガラスとは 、複層ガラスともいい、2枚のガラスの間に中間層からなる構成のガラスのこと）を導入した校舎で学んでいる。節電や節水の取り組みは「ハード面だけではなく、自分たちがしなければ、という意識をもって活動した」と評価された。

## 基礎データ[2]

### 学校教育目標
豊かな心と自ら学ぶ意欲を持ち主体的に活動する生徒の育成
（クリーンアップ活動・あいさつ運動・エコ活動など自主的な活動が行われている。）

### 学校経営方針
１、豊かな心とたくましい体を育む
２、自治力と規範意識を培う
３、生徒が輝く授業づくり
４、美しく温もりのある学校環境づくり
５、保護者・地域から信頼される学校づくり
６、教職員の働き方改革の推進

### 目指す生徒像
・よく考え、自ら進んで学ぶ生徒
・正しい判断力と困難に立ち向かう強い意志力を持つ生徒
・たくましい心身を持つ生徒

### 地域とともにある学校づくり
〇保護者、地域との連携・地域ボランティア活動への参加（クリーンアップ活動・あいさつ運動・エコ活動等）
〇学校評価活動
〇学校運営協議会の設置
〇地域行事への参加貢献
〇保護者・地域への積極的な情報発信
（クリーンアップ活動の目的：学校・保護者・地域が一体となり清掃活動に取り組むことを通し、地域を知り、地域 を大切に思う心を育てる。また、各生徒の住んでいる地域を清掃することにより、地域 愛を育てるとともに地域の方々との交流を深める。 また、エコスクール活動の一環としても取り組みを進め、生徒、保護者、地域の方々 のエコに対する意識を高める。）

## 沿革
- 1981年（昭和56年）4月 - 開校（生駒市立生駒北中学校より分離）[3]
- 1982年（昭和57年）1月 - 校歌制定[3]
- 2012年（平成24年）4月 - スーパーエコスクールに指定される[3][4]
- 2014年（平成26年）9月 - エコ対応工事、南館改修[3]
- 2015年（平成27年）1月 - 体育館照明のLED化工事、北館・玄関・校地の改修[3]
- 2015年（平成27年）7月 - 屋上ソーラーパネル・風力発電風車の設置、エコスクール登録、FEE（国際環境教育基金）グリーンフラッグ取得[3]

## スーパーエコスクール
出典:
エコスクールとは、環境を考慮して整備された学校施設のこと。

### エコスクールの整備に際して留意されるべき3つの点
１.　施設面…やさしく造る
- 学習空間、生活空間として健康で快適である。
- 周辺環境と調和している。
- 環境への負荷を低減させる設計・建設とする。

２.　運営面…賢く・永く使う
- 耐久性やフレキシビリティに考慮する。
- 自然エネルギーを有効活用する。
- 無駄なく、効率よく使う。

３.　教育面…学習に資する
- 環境教育にも活用する。

### スーパーエコスクール実証事業について
公立学校施設は、建築後25年以上を経過した建物が全体の7割以上を占めるなど老朽化が急速に進行している状況であり、それら多くの学校施設では高効率照明の導入や断熱化などの環境対策が行われていない状況だ。また、地球温暖化は世界共通の喫緊の課題であり、日本においても温室効果ガスの削減は重要な課題となっており、「エネルギーの使用の合理化に関する法律」（昭和五十四年法律第四十九号）においても、年平均1％以上のエネルギー消費量低減について対応が求められていることや、平成23年6月に改正された「環境教育等による環境保全の取組の促進に関する法律」（平成十五年法律第百三十号）において、学校施設を環境教育の教材として活用することや、環境への負荷を低減するため、校舎等の施設整備の際に適切な配慮が求められた。さらに、東日本大震災では、大規模な停電により、多くの避難所で暖房機器等が使用できなくなった中で、太陽熱設備を設けていたことにより、室温を一定に保つことができた例もあるなど、再生可能エネルギー設備の導入による防災上の効果も認められた。こうした状況を踏まえ、公立学校施設においても、省エネの徹底によりエネルギー負荷の低減を図るとともに、学校運営上必要なエネルギーを創エネ、蓄エネ等の技術を適用することで賄い、年間のエネルギー消費を実質上ゼロとするゼロエネルギー化を推進するための実証事業を行う。

## グリーンフラッグ
グリーンフラッグとは
グリーンフラッグは、取り組みが一定の基準を満たすと取得することが出来る「緑色の旗」。
このグリーンフラッグは、環境について児童・生徒が考え、学校と地域が協力して取り組んでいる証である。
グリーンフラッグ取得事例
平成27年6月　湘南学園小学校・厚木市立戸田小学校・生駒市立生駒南第二小学校・厚木市立緑ヶ丘小学校・厚木市立相川小学校　　　　　
　　　　　　　加木市立西在田小学校・厚木市立相川中学校
平成28年6月　生駒市立生駒台小学校・厚木市立相川保育所・生駒市立鹿ノ台中学校・新座市立石神小学校・厚木市立厚木中学校

## 通学区域
- 鹿畑町[7]
- 鹿ノ台東1 - 3丁目[7]
- 鹿ノ台西1 - 3丁目[7]
- 鹿ノ台南1 - 2丁目[7]
- 鹿ノ台北1 - 3丁目[7]
- 美鹿の台[7]

## 通学区域が隣接している学校
- 生駒市立生駒北中学校
- 生駒市立上中学校
- 奈良市立登美ヶ丘北中学校
- （京都府）精華町立精華南中学校
- （京都府）精華町立精華西中学校